# Альтман, Иоганн Львович
Иога́нн Льво́вич А́льтман (1 мая 1900, Оргеев, Кишинёвский уезд, Бессарабская губерния — 26 февраля 1955, Москва) — советский литературовед, литературный и театральный критик. Ответственный редактор газеты «Советское искусство» (1936—1938) и журнала «Театр» (1937—1941).

## Биография
Родился 1 мая 1900 года в Оргееве (теперь райцентр Оргеевского района Молдовы). Согласно поздней автобиографии, отец был учителем начальной школы, мать — чулочницей. Учился в хедере, потом до 1914 года в начальной школе. В 1914—1916 годах работал в фотоателье. Весной 1916 года уехал в Баку, где работал в химико-фармацевтической лаборатории акционерного общества торговли аптекарскими товарами «Эрманс и Ко». В 1917—1918 годах был членом партии левых социалистов-революционеров в Баку, служил в Красной гвардии и был выслан в Астрахань, где поступил добровольцем на командирские курсы. С 1918 по 1922 год служил в РККА. Весной 1919 года был назначен командиром взвода, участвовал в боях Гражданской войны. 9 июля 1919 года под хутором Фроловым был ранен. В 1920 году вступил в РКП(б). Вернувшись в Баку, стал членом Бакинского комитета комсомола, заведовал бюро печати и редактировал комсомольские издания, учился на бакинском рабфаке. Летом 1921 года был переведён в краевое бюро ЦК ВЛКСМ в Тифлисе, после краевого съезда комсомола осенью 1921 года командирован в Москву. Весной 1922 года возглавил ячейку партии на Даниловской фабрике имени Калинина, затем служил в отделе печати Наркоминдела.
В 1926 году окончил Московский государственный университет по международному отделению советского права, в 1932 году — литературное отделение Института красной профессуры. Работал в Замоскворецком райкоме ВКП(б) (1927). С 1926 года был редактором отдела партийной жизни «Рабочей газеты», в 1929 году переведён в Институт красной профессуры, затем назначен завсектором культуры Московского горкома партии. В 1934 году вошёл в Оргкомитет по созданию Союза советских писателей, потом направлен в отдел литературы газеты «Известия» и вскоре назначен заведующим отделом литературы и искусства этой газеты.
С 1933 года занимался рецензированием московской театральной жизни и печатал литературоведческие работы о творчестве классических и советских драматургов, становлении театральной жизни в советских республиках (Армении, Грузии, Азербайджане). Редактор изданий «Библиотеки мировой драматургии» (1936). Член редколлегии журнала «Книга и пролетарская революция» (1936). Член Комиссии по драматургии, театру и кино при президиуме Союза писателей СССР (1936). 
В 1936—1938 годах — ответственный редактор газеты «Советское искусство». 30 апреля 1937 года назначен также ответственным редактором нового журнала «Театр» (был снят с должности редактора журнала «Театр» постановлением ЦК ВКП(б) в 1941 году).
В начале Великой Отечественной войны пошёл добровольцем на фронт. С ноября 1941 по май 1944 года — ответственный редактор газеты «Уничтожим врага» политотдела 5-й, а затем 30-й армии Западного фронта. С мая 1944 года — специальный корреспондент газеты «Боевое знамя» политотдела 10-й гвардейской армии. Дважды ранен, контужен. 2 ноября 1945 года демобилизован в звании подполковника.
Заведующий кабинетом Всероссийского театрального общества (1946). С 1947 года и до его закрытия в 1948 году был заместителем художественного руководителя по репертуару Московского государственного еврейского театра (ГОСЕТ).
В 1949 году в ходе кампании по борьбе с космополитизмом был обвинён в антипатриотической деятельности, связях с «сионистскими заговорщиками» и исключён из партии (подробную справку с обличением Альтмана направил Сталину Александр Фадеев). Леонид Зорин в книге «Авансцена» описал собрание, на котором под председательством Анатолия Софронова разбиралось персональное дело «двурушника и буржуазного националиста» Альтмана. В частности его обвинили в «семейственности» — в том, что устроил во фронтовую редакцию жену и сына. Альтман пытался оправдаться и его объяснения произвели было впечатление на публику: «Мой сослуживец, который сейчас говорил о семейственности, вместе со мной стоял на могиле моего мальчика… вместе со мной…», — сказал Альтман и замолчал. Эти воспоминания дополнил Бенедикт Сарнов:

Зал, битком набитый озверевшими, жаждущими свежей крови линчевателями, тоже молчал. И в этой наступившей вдруг на мгновение растерянной тишине как-то особенно жутко прозвучало одно короткое слово — не выкрикнутое даже, а просто произнесённое вслух. Не слишком даже громко, но отчётливо, словно бы даже по слогам: — Не-у-бе-ди-тельно… Слово это скрипучим своим голосом выговорил Лазарь Лагин, автор любимой мною в детстве книги «Старик Хоттабыч». И оно, как говорится, разбило лёд молчания. Суд Линча продолжился.
9 сентября 1950 года Альтман был исключён из Союза писателей СССР (докладчиком по его делу выступил Александр Фадеев). 5 марта 1953 года за «подрывную работу в области театрального искусства» арестован. 29 мая 1953 года освобождён.
Умер 26 февраля 1955 года от болезни сердца. Похоронен в Москве на Донском кладбище. В 1957 году был издан том его избранных литературоведческих статей.

## Семья
Отец — Лейб Срулевич Альтман. Мать — Надежда Савельевна Цитрин (1880—1950).
Жена — Ара Ефимовна Арина (псевдоним, 1903—1978), журналистка. Сыновья — Владимир (1924—1941, погиб на фронте); Юлий (1934—1998).

## Награды
- орден Красной Звезды (1943)[9]
- орден Отечественной войны 2 степени (1945)[9]
- медали «За оборону Москвы», «За победу над Германией в Великой Отечественной войне 1941—1945 гг.»[9]

## Монографии
- Драматургия. — М.: Художественная литература, 1936. — 291 с.
- Лессинг и драма. — М.—Л.: Искусство, 1939. — 188 с.
- Акакий Алексеевич Хорава. Жизнь и творчество. — М.—Л.: Искусство, 1947. — 83 с.
- Избранные статьи. — М.: Советский писатель, 1957. — 456 с.